# Henri-Alexandre Wallon
Henri-Alexandre Wallon (Valenciennes, 23 dicembre 1812 – Parigi, 13 novembre 1904) è stato uno storico e politico francese che occupò prima la cattedra di storia all'École normale supérieure (1840-1846) e poi la cattedra alla Sorbonne (1846-1850), contribuendo alla creazione della terza repubblica francese; fu il nonno dello psicologo Henri Wallon.
Nel 1848 entrò nella vita politica. Divenne deputato nel 1849 e, ancora, dal 1871 al 1875; successivamente diventò senatore e infine ministro della pubblica istruzione (1875-1876). I suoi principali lavori riguardano la schiavitù nel mondo antico e in quello moderno.

## Opere
- De l'esclavage dans les colonies, pour servir d'introduction à l'histoire de l'esclavage dans l'antiquité (1847)
- Histoire de l'esclavage dans l'antiquité (3 volumi, 1847-48)
- Du monothéisme chez les races sémitiques (1859)
- Saint Louis et son temps (1875)
- Histoire du tribunal révolutionnaire de Paris (1880-82)